# 알렌카 브라투셰크

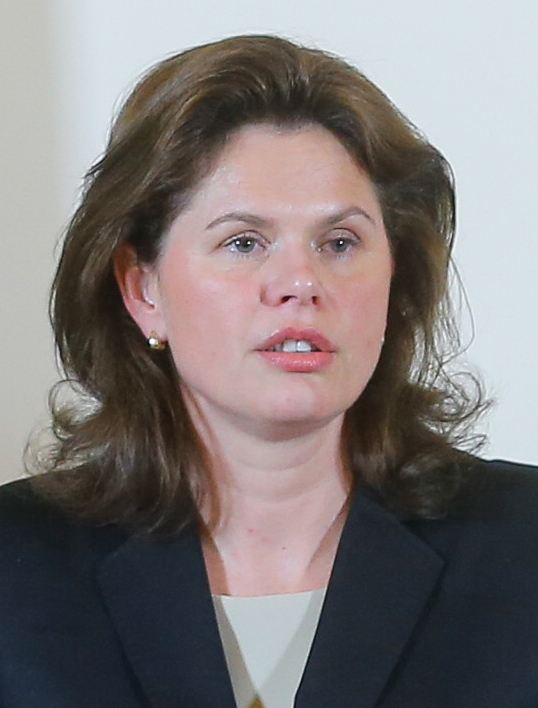
알렌카 브라투셰크

알렌카 브라투셰크(슬로베니아어: Alenka Bratušek, 1970년 3월 31일 유고슬라비아(현재의 슬로베니아) 첼레 ~ )는 슬로베니아의 정치인이다.
류블랴나 대학교 자연과학과, 기술학과를 졸업했다. 2013년 1월 17일부터 2014년 4월 25일까지 적극적인 슬로베니아의 대표를 역임했으며 2013년 3월 20일부터 2014년 9월 18일까지 슬로베니아 최초의 여성 총리를 역임했다.